# Gaśno (wieś w województwie mazowieckim)

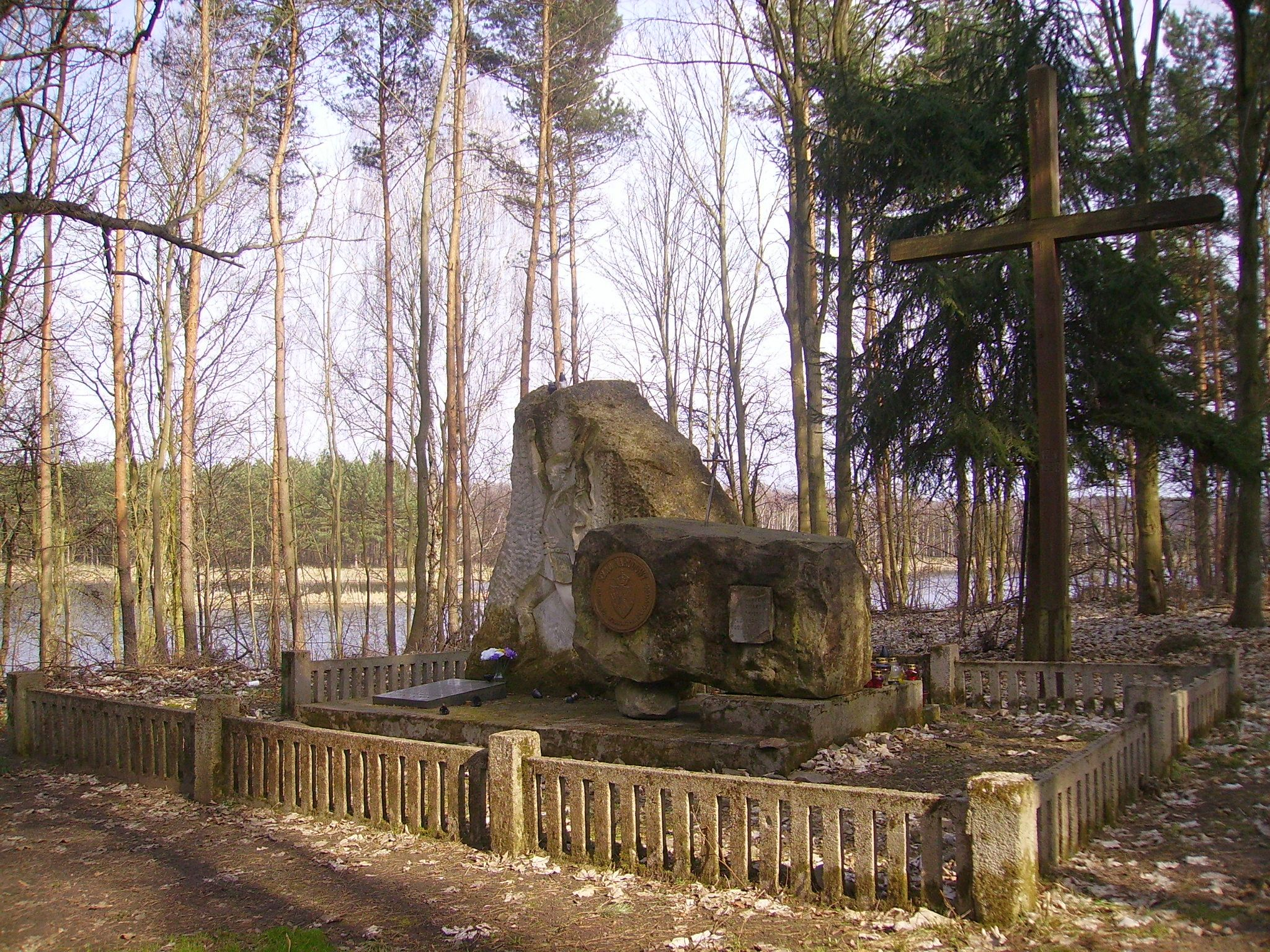
Pomnik upamiętniający powstańców, którzy zginęli w potyczce z wojskami carskimi 12 marca 1863 w Gaśnie.

Gaśno – wieś sołecka w Polsce położona w województwie mazowieckim, w powiecie gostynińskim, w gminie Gostynin.
W latach 1975–1998 miejscowość administracyjnie należała do województwa płockiego.
Wieś założona przez osadników holenderskich przed 1796 rokiem. W 1881 było tu 198 mieszkańców. Do 1945 funkcjonował w niej młyn wodny. Obecnie nie pozostały żadne ślady osadnictwa holenderskiego w tym miejscu.
Nad brzegiem jeziora znajduje się pomnik upamiętniający bitwę stoczoną przez oddział powstańców dowodzony przez Łakińskiego z oddziałami rosyjskimi 12 marca 1863 r. Część powstańców została otoczona przez Rosjan w okolicach wsi Gaśno i została zepchnięta do stawu, gdzie 49 poniosło śmierć.
Wkrótce na miejscu bitwy okoliczna ludność postawiła drewniany krzyż. Po odzyskaniu niepodległości ustawiono kamień do którego przytwierdzono pamiątkową tablicę. W czasie II wojny światowej Niemcy zniszczyli pomnik. W 1963 r. odbudowano pomnik. Obecnie istniejący pochodzi z 1998 r. i zawiera fragment tablicy poprzedniego. Autorem obelisku jest lokalny rzeźbiarz z Gostynina Tadeusz Biniewicz. 